# Tappen, Uppland
Tappen är en sjö i Österåkers kommun i Uppland och ingår i Norrtäljeån-Åkerströms kustområde.